# Walter Ciszek
El padre Walter Ciszek (Shenandoah, Pensilvania; 4 de noviembre de 1904-Nueva York, 8 de diciembre de 1984) fue un sacerdote polaco-estadounidense, perteneciente a la Compañía de Jesús, que trabajó como misionero clandestino en la Unión Soviética entre 1939 y 1963. Fue autor de diversos libros.

## Vida
Tras quince años de estancia en la URSS, que pasó encarcelado y condenado a trabajos forzados en los Gulags incluyendo cinco en la tristemente célebre cárcel Lubianka de Moscú, fue puesto en libertad y regresó a los Estados Unidos en 1963, luego de lo cual escribió dos libros, uno de ellos titulado "memorias con Dios en Rusia". En los años siguientes ejerció el sacerdocio como director espiritual en el mismo país.
Desde 1990, la Iglesia católica ha considerado a Ciszek para su posible beatificación y canonización, en virtud de lo cual se le ha concedido el título de «siervo de Dios».

## Obras
Se conocen diversos títulos atribuidos a su autoría: "With God in Rusia" y "He Leadeth Me". La segunda obra ha sido traducido al castellano con el título Caminando por valles oscuros.